# Calle 25 de Mayo (Tucumán)
La Calle 25 de Mayo de 1810 es una calle de San Miguel de Tucumán, Tucumán, Argentina. Esta se extiende entre las avenidas Francisco de Aguirre y 24 de septiembre, siendo semipeatonal desde la calle Santiago del Estero hasta la avenida mencionada.

## Historia
La calle fue creada tras el trazado original de la ciudad en 1685, extendiéndose luego por el Ensanche Liberal de 1879 y convirtiéndose en la arteria que conectaba el centro con el norte de la capital. Antiguamente se la conocía como calle del Cabildo, San Francisco y desde 1855 como San Martín. Desde el siglo XIX, la calle adquirió protagonismo comercial y de residencias de importantes políticos y empresarios como Miguel Campero u Alfredo Guzmán, al construir los edificios del Correo Argentino, Gath y Chaves, Facultad de Derecho de la UNT, Plaza Urquiza, entre otros. Además la calle fue testigo de movilizaciones como el Tucumanazo de 1972.

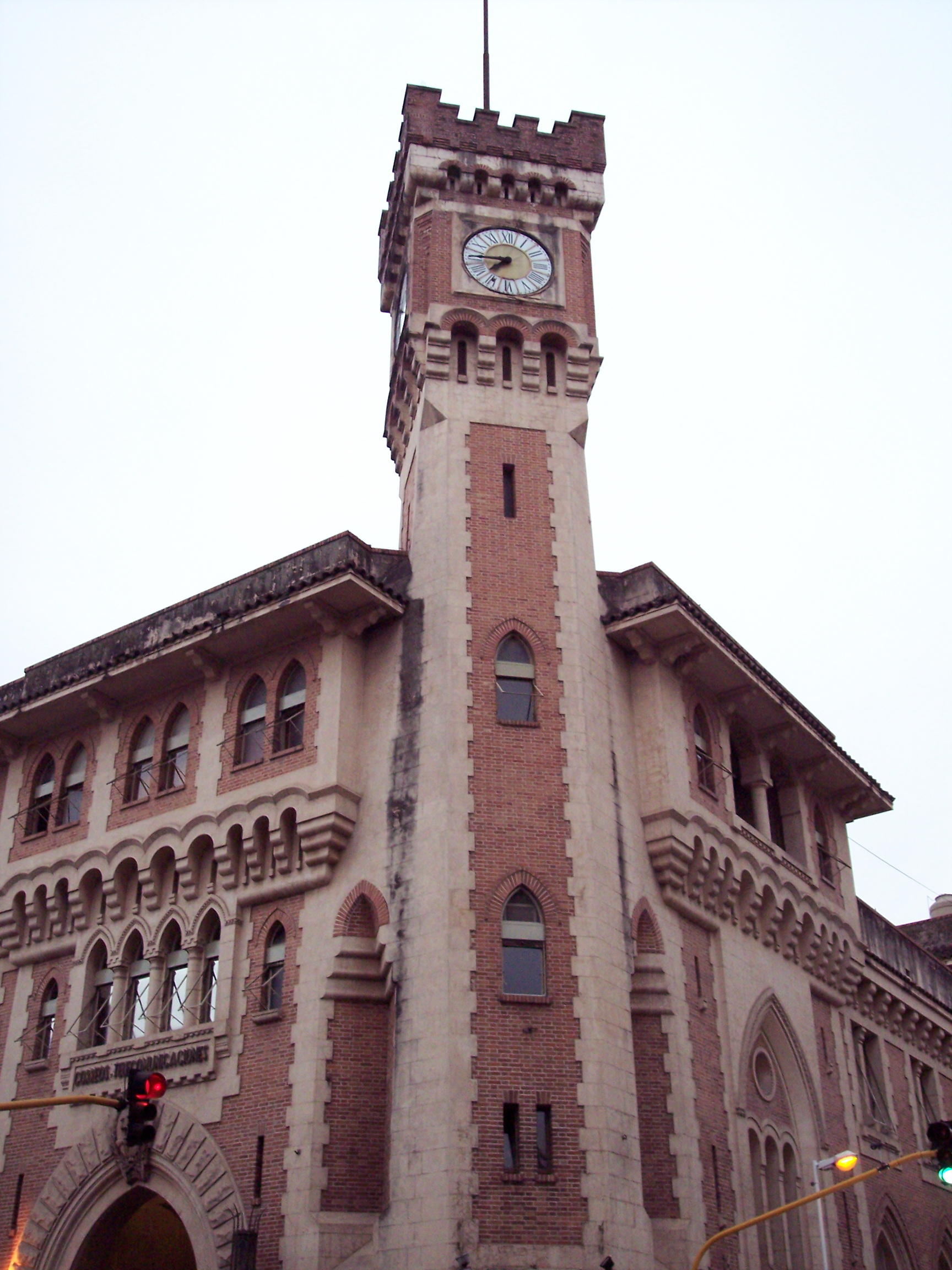
Edificio del Correo Argentino en Tucumán.

En 2019 se realizó una semipeatonalización temporal de la arteria vehicular entre Santiago del Estero y San Martín, ampliándose el espacio de circulación peatonal en 2,5 metros y colocando bolardos de hormigón y macetones para separarlas del tránsito automotor. En 2021 se reconstruyó el tramo anteriormente mencionado como semipeatonal, inaugurando la primera etapa el 25 de enero de 2021 por el intendente Germán Alfaro, la diputada Beatriz Ávila y comerciantes. Las obras incluyeron el ensanche de las veredas, la colocación de nuevo mobiliario urbano, luminarias led y árboles de lapachos y pavimento de adoquín.

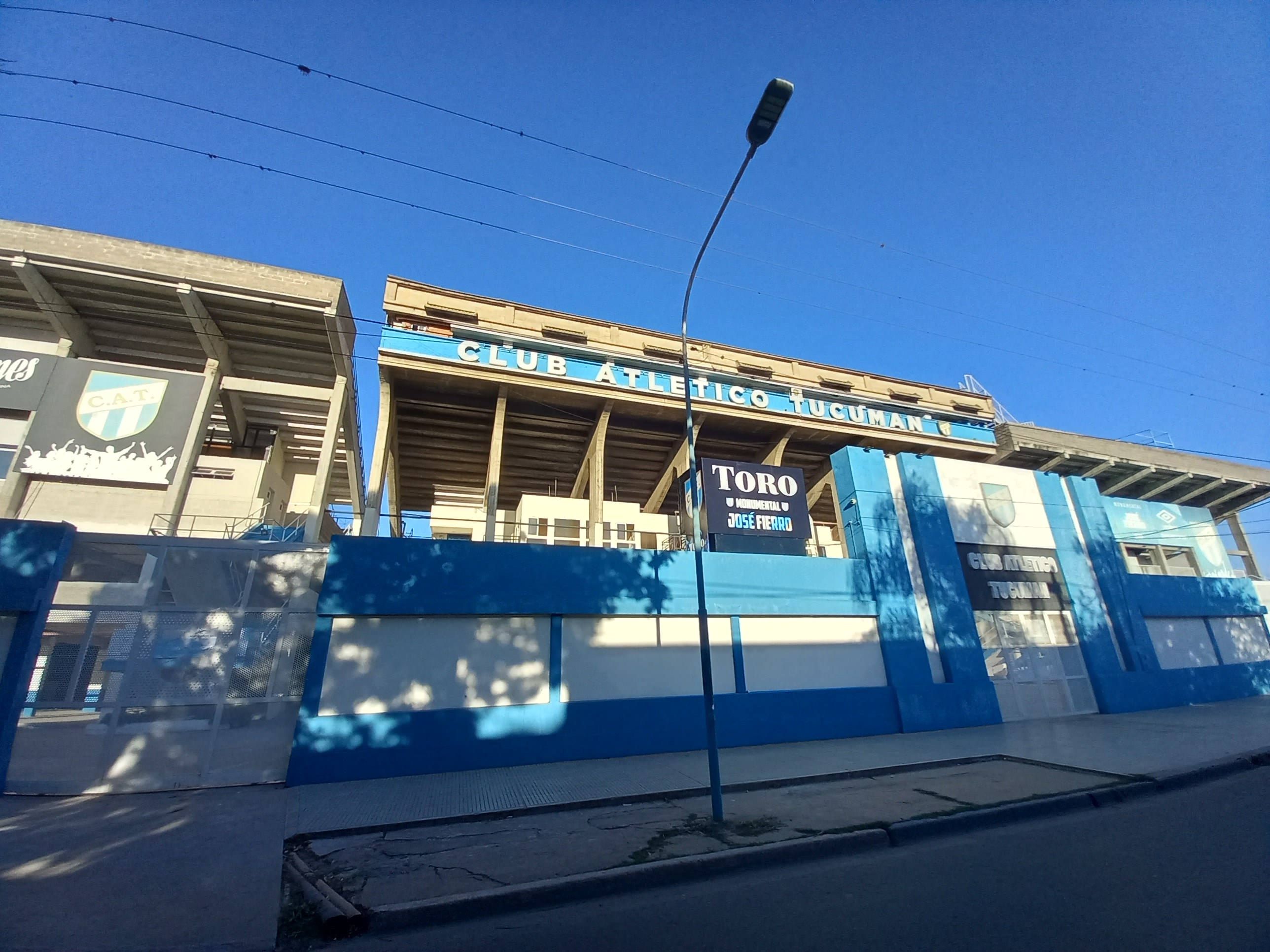
Estadio Monumental José Fierro.

## Sitios de interés
A lo largo de la calle se desarrollan varios lugares de interés y emblemáticos:

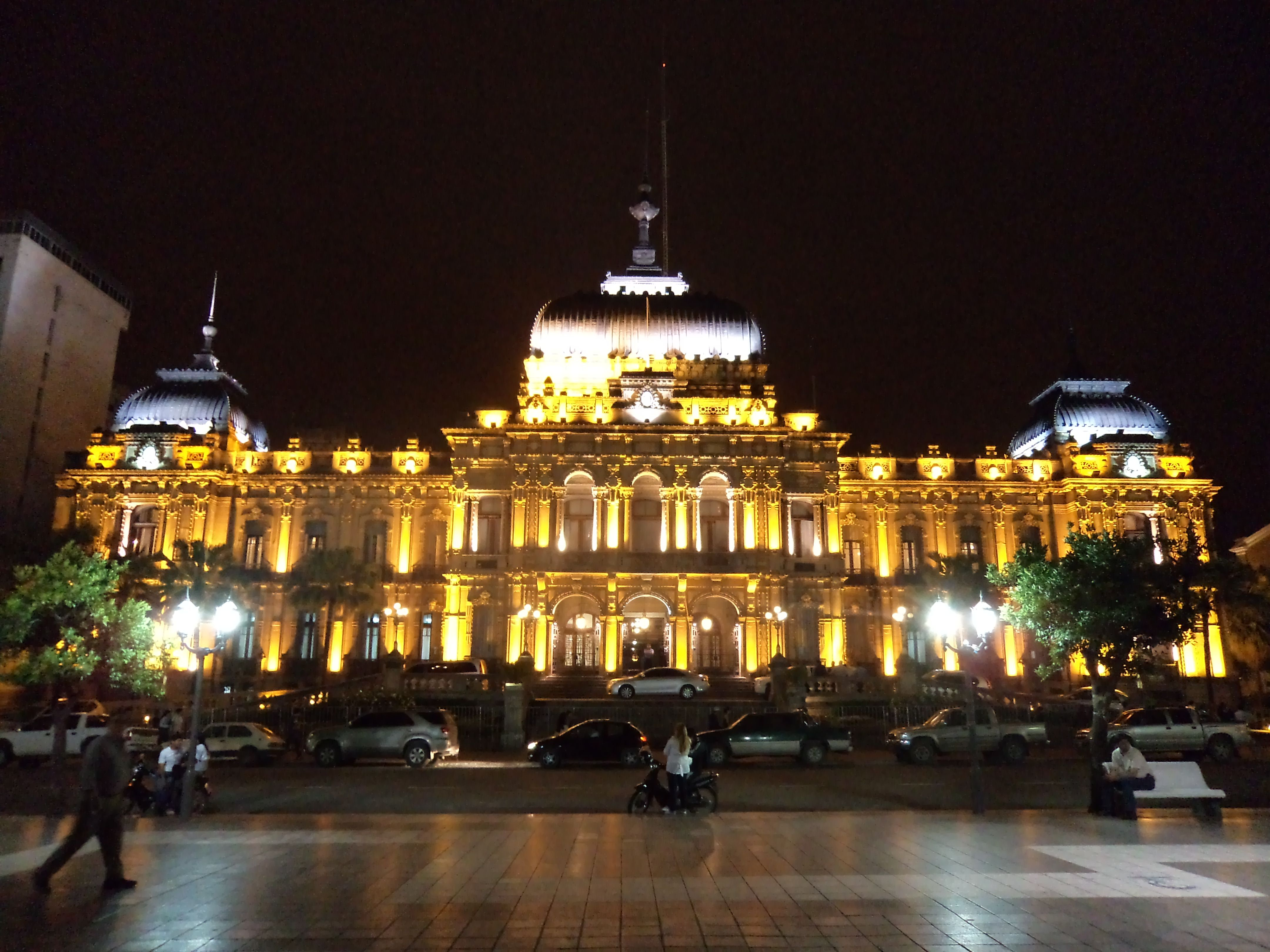
Casa de Gobierno de Tucumán

- Plaza Urquiza
- Estadio José Fierro
- Edificio del Correo Argentino
- Plaza Independencia
- Casa de Gobierno de Tucumán
- Centro Cultural Virla